# 3-тя армія (Велика Британія)
3-тя армія (Велика Британія) (англ. Third Army (United Kingdom) — військове об'єднання армії Великої Британії. Заснована у липні 1915 року. Брала активну участь у Першій світовій війні.

## Перша світова війна
3-я армія заснована 13 липня 1915 року, як складова частина Британських експедиційних сил, що билися у Британській армії під час Першої світової війни на території Франції. Першим командувачем армії визначений генерал-лейтенант сер Чарльз Карлмайкл Монро.
Після завершення формування армія зайняла оборонні рубежі південніше за французьку 10-у армію на Західному фронтові, напередодні запланованого літнього наступу союзних військ. Але таке розташування відокремило британські війська від головних сил Британського експедиційного корпусу. На початку 1916 року після зазнаних втрат у живій силі у Верденській битві французька 10-а армія відійшла в тил на переформування, а на місці провалу оборонні позиції зайняла 4-а британська армія.
3-тя армія брала участь у багатьох битвах та боях на Західному фронті, поки не завершився період активних воєнних дій і її не розформували на початку 1919 року.

### Командування
Командувачі
- генерал-лейтенант сер Чарльз Карлмайкл Монро (15 липня — 23 жовтня 1915);
- генерал сер Едмунд Алленбі (23 жовтня 1915 — 9 червня 1917);
- генерал сер Джуліан Бінг (9 червня 1917 — 11 листопада 1918).